# Verona (Mississippi)
Verona is een plaats (city) in de Amerikaanse staat Mississippi, en valt bestuurlijk gezien onder Lee County.

## Demografie
Bij de volkstelling in 2000 werd het aantal inwoners vastgesteld op 3334.
In 2006 is het aantal inwoners door het United States Census Bureau geschat op 3390, een stijging van 56 (1.7%).

## Geografie
Volgens het United States Census Bureau beslaat de plaats een oppervlakte van
9,8 km², waarvan 9,7 km² land en 0,1 km² water. Verona ligt op ongeveer 94 m boven zeeniveau.

## Plaatsen in de nabije omgeving
De onderstaande figuur toont nabijgelegen plaatsen in een straal van 24 km rond Verona.